# Rachid Mehaia
 (novembre 2018).
Si vous disposez d'ouvrages ou d'articles de référence ou si vous connaissez des sites web de qualité traitant du thème abordé ici, merci de compléter l'article en donnant les références utiles à sa vérifiabilité et en les liant à la section « Notes et références ».
Rachid Mehaia est un footballeur algérien né le 17 mars 1983 à Biskra. Il évoluait au poste de milieu défensif.

## Biographie
Il évolue en Division 1 avec les clubs de l'US Biskra, de la JSM Béjaïa, du MC El Eulma, et de l'AS Khroub.
Lors de la saison 2010-2011, il marque un but dans le championnat d'Algérie avec le club d'Eulma.

## Palmarès
- Finaliste de la coupe nord-africaine des vainqueurs de coupe en 2009 avec la JSM Béjaïa.
- Accession en Ligue 1 en 2005 avec l'US Biskra.
- Accession en Ligue 1 en 2008 avec la MSP Batna.
- Accession en Ligue 1 en 2015 avec l'USM Blida.